# Лалит Бабу
Мусунури Рохит Лалит Бабу (англ. Musunuri Rohit Lalit Babu, телугу ముసునూరి రోహిత్ లలిత్ బాబుుు, род. 5 января 1993, Виджаявада, Андхра-Прадеш) — индийский шахматист, гроссмейстер (2012). 
В 2008 году стал вторым на чемпионате Азии среди юниоров, после чего получил титул международного мастера. Чемпион Содружества наций 2012 года, бронзовый призёр Шахматной олимпиады 2014 года в составе сборной Индии. Чемпион Индии 2017 года по классическим шахматам, чемпион Индии 2018 года по быстрым шахматам и серебряный призёр того же года в блице.
В 2017 году обыграл чемпионку мира по шахматам среди женщин Хоу Ифань в 5 ходов.

## Изменения рейтинга
| Графики недоступны из-за технических проблем. См. информацию на Фабрикаторе и на mediawiki.org. |